# Silphium (klassieke oudheid)

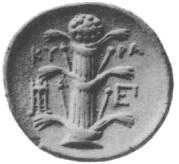
Zilveren munt uit Cyrene met een afbeelding van Silphium

Silphium was een geneeskrachtig kruid uit het antieke Cyrene. Welke plant exact bedoeld werd en of deze nog bestaat is niet duidelijk; velen menen dat de plant, die maar in een klein gebied in de kuststrook van Cyrene groeide, is uitgestorven. Het was in de oudheid wel een belangrijk handelsgewas, waarschijnlijk uit het geslacht Ferula en verwant aan asafoetida en venkel. De plant werd gekweekt voor de hars. De Egyptenaren hadden er een aparte hiëroglief voor. Plinius vertelt hoe de laatste voorraad silphium aan Nero werd geschonken, die het uit nieuwsgierigheid zou hebben willen bezitten.